# Уэртеецветные
Уэртеецветные (лат. Huerteales) - по современной классификации APG IV порядок цветковых растений, насчитывающий 4 семейства, 6 родов и 30 ботанических видов. Порядок включается в дочернюю кладу Мальвиды, последовательно входящую в более крупные клады Розиды -> Суперрозиды -> Эвдикоты -> Цветковые растения. Ранее в качестве русского наименования порядка Huerteales обычно использовался тот же термин, что и для наименования семейства Huerteaceae — Уэртеевые.

## Классификация
Синоним: Dipentodontales D.Y.Wu
В современной системе APG IV (2016) в порядок включено 4 семейства:
1. Dipentodontaceae — Дипентодоновые — 2 рода и 21 вид
2. Gerrardinaceae, монотипное с 1 родом Gerrardina и 2 видами
3. Petenaeaceae — Петенеевые, монотипное с 1 родом Петенея и 1 видом
4. Tapisciaceae — Таписциевые — 2 рода и 6 видов

### Таксономическое положение[1]
- Huerteales Doweld, 2001, Tent. Syst. Pl. Vasc. xxxv

Порядок Уэртеецветные включается в дочернюю кладу Мальвиды, последовательно входящую в более крупные клады Розиды → Суперрозиды → Эвдикоты → Цветковые растения. Кладограмма в соответствии с Системой APG IV:
|  |                          |  |                                   | порядок Уэртеецветные |  | 4 семейства |  | 6 родов |  | 30 видов |
|  |                          |  |                                   | порядок Уэртеецветные |  | 4 семейства |  | 6 родов |  | 30 видов |
|  | клада Цветковые растения |  |                                   |                       |  |             |  |         |  |          |
|  |                          |  |                                   |                       |  |             |  |         |  |          |
|  |                          |  | ещё 63 порядка цветковых растений |                       |  |             |  |         |  |          |
|  |                          |  |                                   |                       |  |             |  |         |  |          |